# جايسون أوليري
جايسون أوليري هو مدرب هوكي جليد كندي، ولد في 17 أغسطس 1978 في فريدريكتون في كندا.

## وصلات خارجية
- جايسون أوليري على موقع EliteProspects.com (الإنجليزية)
- جايسون أوليري على موقع HockeyDB.com (الإنجليزية)